# Razzaq Farhan
Razzaq Farhan Mussa (1 de julho de 1977) é um futebolista iraquiano que atua como atacante.

## Carreira
Razzaq Farhan integrou o elenco da Seleção Iraquiana de Futebol, nas Olimpíadas de 2004. 